# مارتین فیبیش
مارتین فیبیش (به آلمانی: Martin Fiebig) (۷ مه ۱۸۹۱ – ۲۳ اکتبر ۱۹۴۷) نظامی بلندپایه آلمانی در دوره رایش سوم بود که در جریان جنگ جهانی دوم در لوفت‌وافه خدمت کرد.

## زندگی‌نامه
مارتین فیبیش روز ۷ مه سال ۱۸۹۱ به دنیا آمد. در ابتدا افسر پیاده‌نظام بود. سال ۱۹۱۶ با درجه ستوان یکمی به نیروی هوایی منتقل شد. ماه ژوئن سال ۱۹۱۸ به درجه سروانی رسید و جنگ جهانی اول را در مقام فرماندهی جناح ۹ بمب‌افکن به پایان برد. پس از جنگ ابتدا وارد لوفت‌هانزا شد اما سپس در سال ۱۹۳۴ به لوفت‌وافه ملحق گشت. مدتی پایگاه هوایی گرایفسوالت را فرماندهی کرد. سپس با ترفیع به درجه سرهنگ دومی در ماه ژوئن سال ۱۹۳۶، فرمانده دانشکده بمب‌افکن فاسبرگ شد. هنگام ترفیع به درجه سرهنگی در ماه ژوئیه سال ۱۹۳۸ به فرماندهی جناح ۲۵۳ بمب‌افکن منصوب گردید. این یگان ماه مه سال ۱۹۳۹ به جناح ۴ بمب‌افکن تغییر عنوان داد. با آغاز جنگ جهانی دوم جناح تحت امر فیبیش عملکرد خوبی در لهستان، دریای شمال و نروژ ارائه نمود. بدین جهت روز ۸ مه سال ۱۹۴۰ مفتخر به دریافت نشان صلیب شوالیه صلیب آهنین شد. در جریان نبرد فرانسه، هواگرد هاینکل هائی ۱۱۱ او در حال تهاجم به روتردام در هلند توسط یک جنگنده فوکر خه.ایی مورد اصابت قرار گرفت و مجبور فرود سخت شد. فیبیش به همراه سه دیگر به اسارت درآمد. با پایان موفقیت‌آمیز عملیات آلمان در کشورهای سفلی، فیبیش سیزده روز بعد آزاد شد. در مدت سرهنگ هانس یواخیم رت جایگزین او در فرماندهی جناح ۴ بمب‌افکن گشته بود. در ادامه متصدی چند جایگاه ستادی شد. با ترفیع به درجه سپهبدی (ژنرال نیروهای هوایی) در ماه مارس سال ۱۹۴۳، فرماندهی سپاه ۱۰ هوایی و نیروهای هوایی جبهه جنوب شرقی را بر عهده گرفت. فیبیش ماه سپتامبر سال ۱۹۴۴ بازنشسته اما مجدداً ماه فوریه سال ۱۹۴۵ به خدمت فراخوانده شد تا سپاه ۲ هوایی و نیروهای هوایی جبهه شمال شرقی را فرماندهی کند. با وجود جان به در بردن از جنگ، سپهبد مارتین فیبیش روز ۲۳ اکتبر سال ۱۹۴۷ به اتهام جنایت جنگی در بلگراد، پایتخت یوگسلاوی اعدام شد.

## کتابشناسی
- Goss, Chriss (2018). Knights of the Battle of Britain: Luftwaffe Aircrew Awarded the Knight's Cross in 1940. Barnsley, Pen & Swords Books.